# Zlata, Teleorman
Zlata este un sat în comuna Dracea din județul Teleorman, Muntenia, România. Se află în partea de sud-vest a județului, în Câmpia Găvanu-Burdea. La recensământul din 2002 avea o populație de 137 locuitori. Până în 2004 a aparținut de comuna Crângu. Accesul spre sat se face de pe șoseaua Alexandria - Turnu Măgurele din localitatea Crângu, aflată la o distanță de circa 5 kilometri.